# Coppa asiatica femminile di pallavolo
La Coppa asiatica femminile di pallavolo è una competizione pallavolistica per squadre nazionali asiatiche e oceaniane, organizzata con cadenza biennale dall'AVC.

## Edizioni
| Edizione      | Edizione      | Podio         | Podio         | Podio         |
| Anno          | Organizzatore | Campione      | Seconda       | Terza         |
| ------------- | ------------- | ------------- | ------------- | ------------- |
| 2008 Dettagli | Thailandia    | Cina          | Corea del Sud | Thailandia    |
| 2010 Dettagli | Cina          | Cina          | Thailandia    | Corea del Sud |
| 2012 Dettagli | Kazakistan    | Thailandia    | Cina          | Kazakistan    |
| 2014 Dettagli | Cina          | Cina          | Corea del Sud | Kazakistan    |
| 2016 Dettagli | Vietnam       | Cina          | Kazakistan    | Thailandia    |
| 2018 Dettagli | Thailandia    | Cina          | Giappone      | Thailandia    |
| 2020          | Taiwan        | Non disputata | Non disputata | Non disputata |
| 2022 Dettagli | Filippine     | Giappone      | Cina          | Thailandia    |

## Medagliere
| Pos. | Squadra       | 1º posto | 2º posto | 3º posto | Totale |
| ---- | ------------- | -------- | -------- | -------- | ------ |
| 1    | Cina          | 5        | 2        | -        | 6      |
| 2    | Thailandia    | 1        | 1        | 4        | 6      |
| 3    | Giappone      | 1        | 1        | -        | 2      |
| 4    | Corea del Sud | -        | 2        | 1        | 3      |
| 5    | Kazakistan    | -        | 1        | 2        | 3      |